# Windlust (Wateringen)
Windlust is een stellingmolen in Wateringen, gemeente Westland. De korenmolen aan de Heulweg werd in 1869 opgericht, ter vervanging van een eerdere wipkorenmolen op dezelfde plaats, waar al sinds 1326 een molen staat. Het verhaal gaat dat de buurman van de molenaar, een notaris, een hoog huis pal naast de molen bouwde. De molenaar bouwde daarop een nieuwe molen "en wel zo hoog, dat hij vanaf de stelling in de schoorsteen van de notaris kon plassen". Op 14 november 1880 werd de romp door brand verwoest en weer hersteld.
In de jaren dertig werd de windaandrijving uitgeschakeld en kwam de molen in verval. Een dieselmotor nam het werk van de molen over. De stelling werd in 1947 afgebroken en de wieken werden in 1952 verwijderd. Windlust heeft bijna twintig jaar zonder stelling en wieken gestaan; in 1969 werd de romp gekocht door 'Stichting Vrienden van de Wateringse Molen'. Op 1 mei 1972 werd de geheel gerestaureerde molen weer in gebruik genomen, met een enkel koppel stenen.
De stelling is in 2008 vervangen. Onder de molen is een diervoederwinkel gevestigd, waar ook meel wordt verkocht.
De molen heeft de status rijksmonument.

## Afbeeldingen

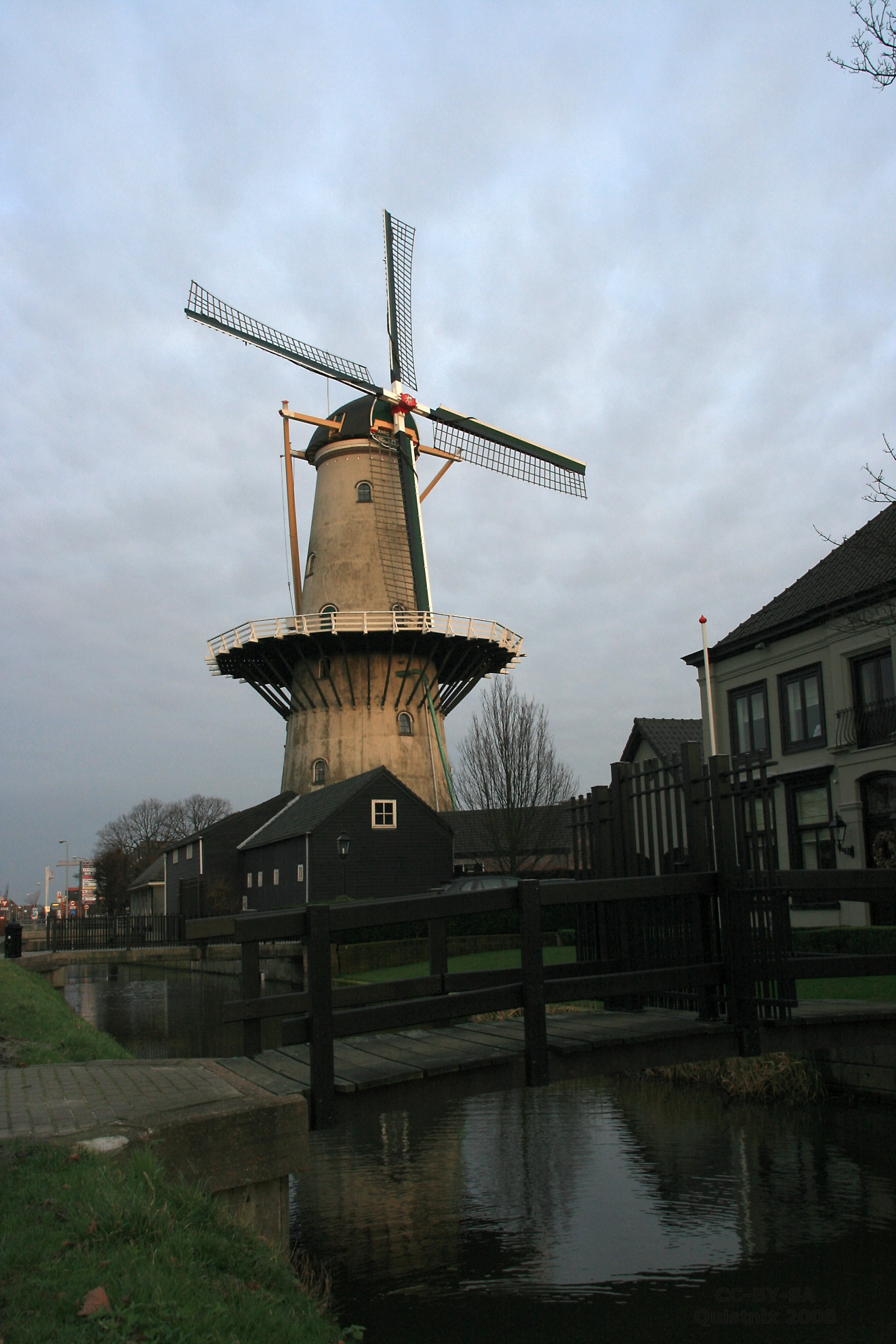
Windlust, gezien vanuit een iets andere hoek. Rechts is de notariswoning te zien
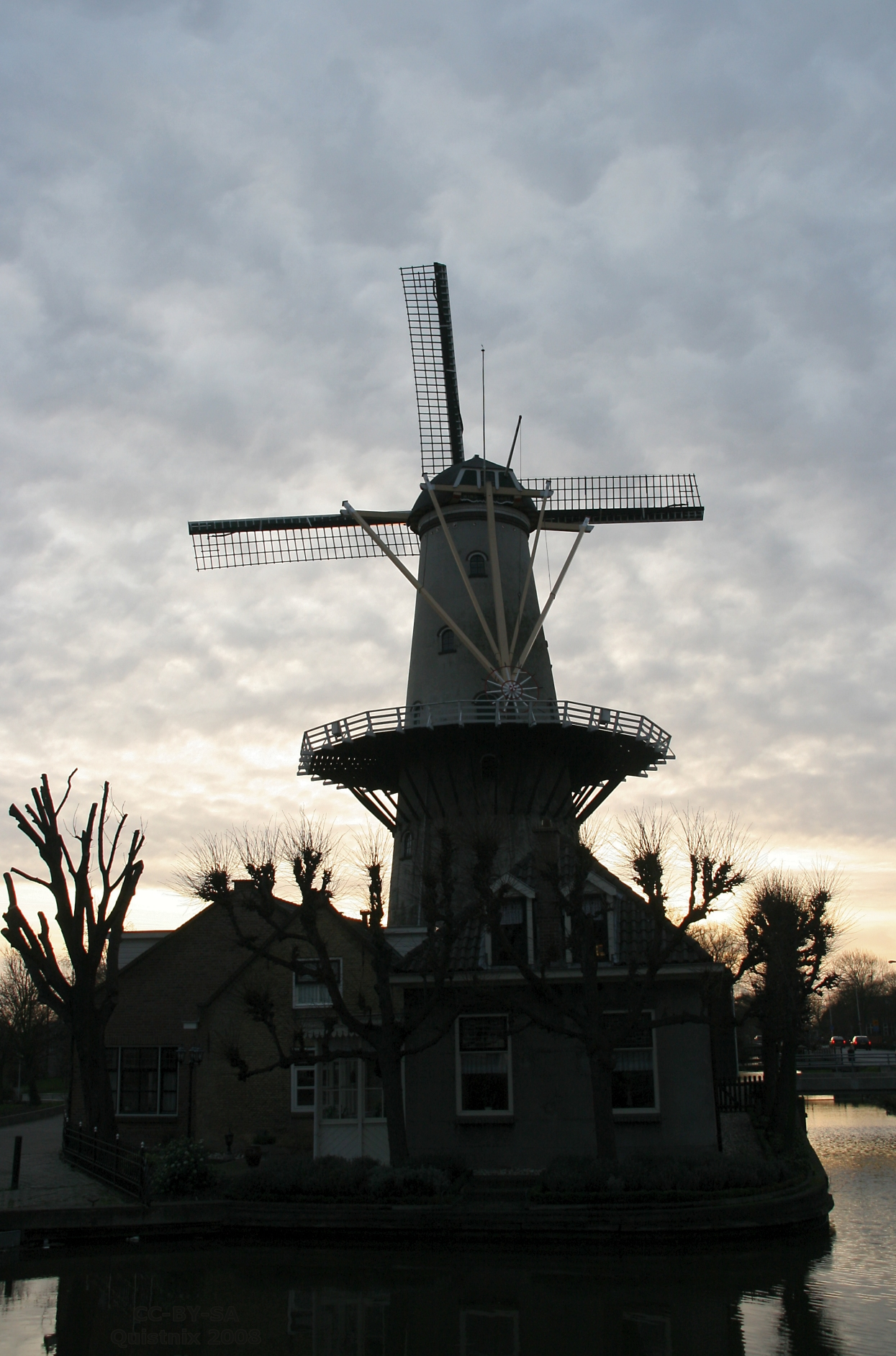
De molen tegen de avondlucht
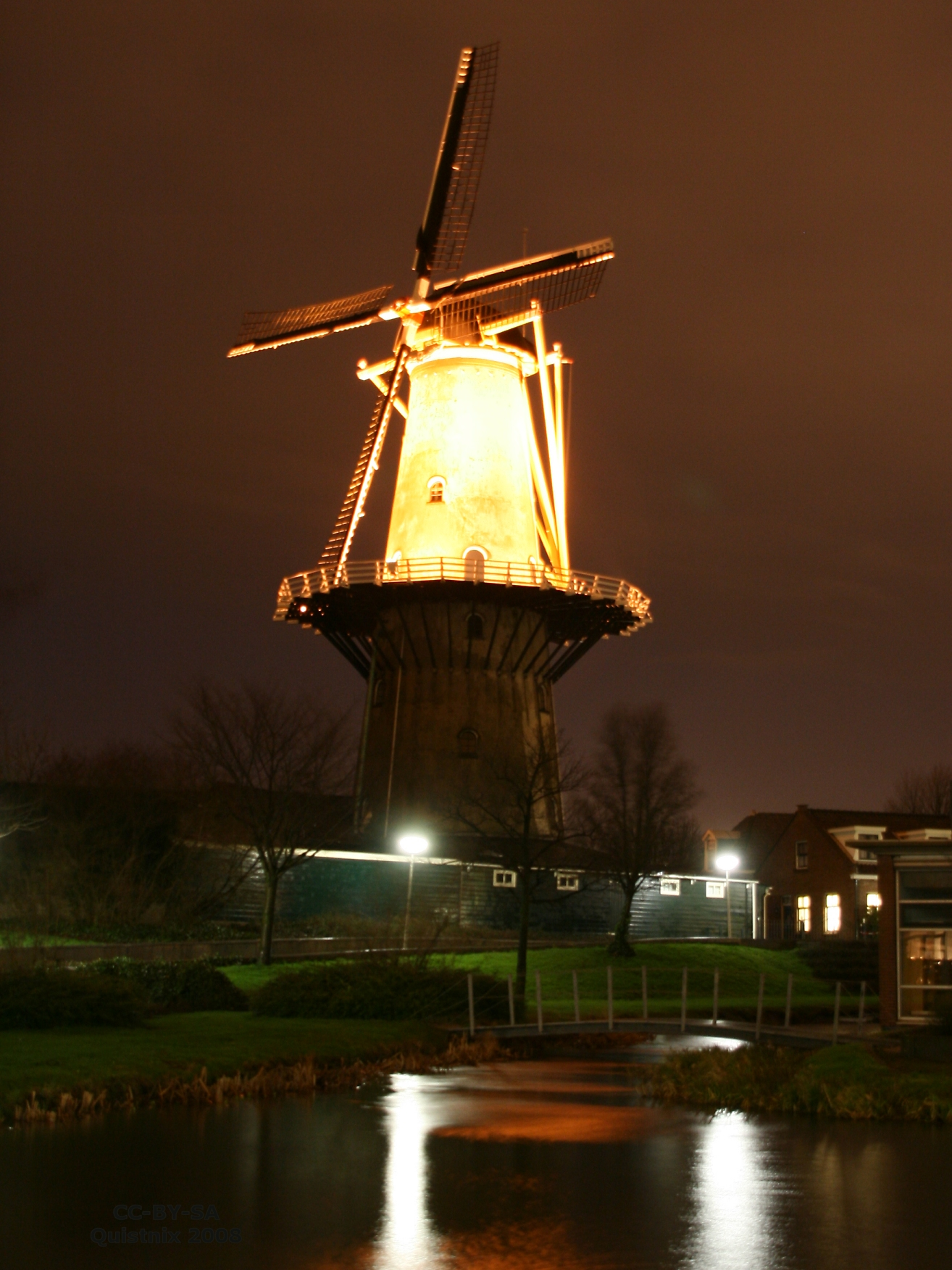
's Nachts is Windlust verlicht
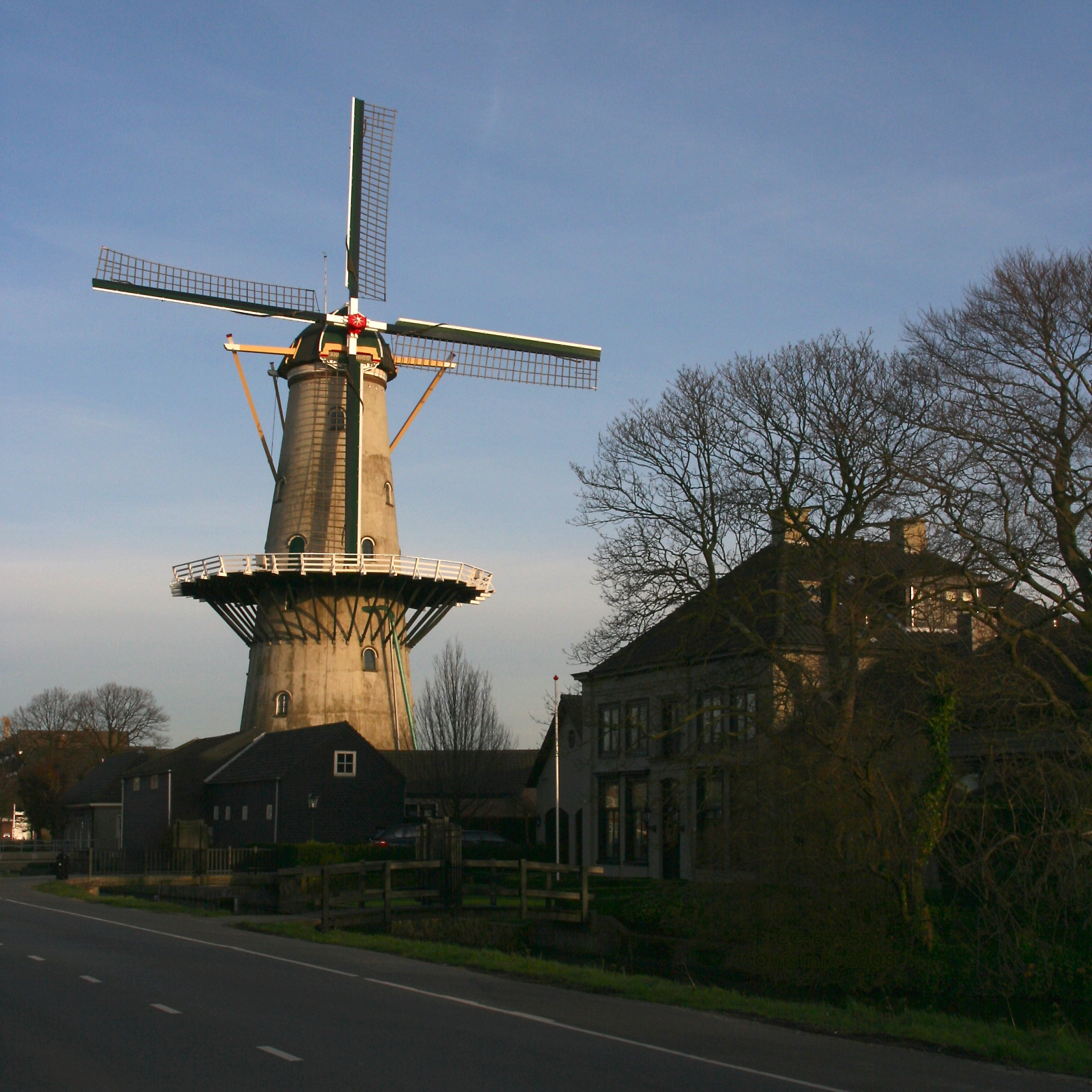